# Sergio Preden
Sergio Preden ‘’Gato’’ (Rovinj, 29. kolovoza 1946.), pjevač. 
Počeo je pjevati pedesetih godina 20. stoljeća, još kao dječak. Kao profesionalni pjevač nastupao je u Švicarskoj, Italiji i Monte-Carlu. Sedamdestih godina 20. st., kada se nakon duljeg izbivanja vraća u Rovinj, sudjeluje na festivalu “Melodije Istre i Kvarnera” (MIK) i snima za Radio Kopar. U osamdesetim godinama, bio je član raznih sastava kao pjevač i bubnjar, ali je nastupao i kao solist u predstavama u kojima su sudjelovala poznata imena glazbene scene Boby Solo i Mino Reitano. U Milanu je snimio svoju prvu ploču klasničnih talijanskih evergreena u produkciji RTB-a. Tih je godina započela i njegova uspješna suradnja s uglednim talijanskim skladateljem i dirigentom Pierom Sofficijem s kojim je snimio pet CD-a i četiri glazbene kazete. Godine 2004. sudjelovao je kao gost-interpretator na CD-u Riccarda Bosazzija “Rickya”  “Ruvigno par mi”.
Sergio Preden ‘’Gato’’ živi i djeluje u Rovinju.